# Nealtican
Nealtican är en kommunhuvudort i Mexiko.   Den ligger i kommunen Nealtican och delstaten Puebla, i den sydöstra delen av landet, 80 km sydost om huvudstaden Mexico City. Nealtican ligger 2 233 meter över havet och antalet invånare är 11 339.
Terrängen runt Nealtican är kuperad västerut, men österut är den platt. Runt Nealtican är det tätbefolkat, med 476 invånare per kvadratkilometer. Närmaste större samhälle är Cholula, 13,0 km öster om Nealtican. Omgivningarna runt Nealtican är en mosaik av jordbruksmark och naturlig växtlighet.